# Gyenes Magda
Gyenes Magda (Budapest, 1925. január 5. – 2017. augusztus 23. vagy előtte) magyar színésznő.

## Életútja
Rózsahegyi Kálmán színiiskolájába járt, ahol 1940-ben diplomázott. Ezután vidéken szerepelt, játszott Kőszegi Géza társulatában Szabadkán, majd 1944-ben a Pécsi Nemzeti Színház tagja lett. Innen 1946 őszén a Vidám Operett Színpadhoz került, majd 1951 és 1960 között, később 1964-től 1967-ig a Fővárosi Operettszínházban szerepelt mint szubrett. Ezután 1960-tól 1964-ig a Petőfi Színházban és a Tarka Színpadon szerepelt, 1967-ben kivándorolt az Amerikai Egyesült Államokba. 1984-ben szerepelt Nastassja Kinski és Dudley Moore oldalán a Maradok hűtlen híve (Unfaithfully Yours) című amerikai vígjátékban.

## Fontosabb szerepei
A Színházi adattárban regisztrált bemutatóinak száma: 27, ugyanitt öt színházi fotón is látható.
- Iluska (Kacsóh Pongrác: János vitéz)[5]
- Juliette (Lehár Ferenc: Luxemburg grófja)
- Stázi (Kálmán Imre: A csárdáskirálynő)
- Sárika (Lehár F.: Vándordiák)
- Boriska (Heltai Jenő: A tündérlaki lányok)
- Mária Lujza (Kodály Zoltán: Háry János)
- Iduna (Burkhardt: Tűzijáték)
- Ninon (Kálmán Imre: A montmartre-i ibolya)
- Vilma (Farkas Ferenc: Vők iskolája)
- Nelly (Vacek: Jó éjt, Bessy!)
- Doris Nellson primadonna; majd Trabuccó királynéja (Szenes Iván - Bágya András]: Őfelsége, a sztár)
- Györgyi (Abai Pál - Romhányi József: Riói éjszakák)
- Sybill (Semsey Jenő-Szilágyi György: Békebeli háború)

## Magyar Rádió
- Kemény Egon - Szász Péter - Romhányi József: „Talán a csillagok” (1949. december 31.) Rádióoperett. Szereplők: Gyurkovics Mária, Bán Klári, Gyenes Magda, Rátonyi Róbert, Hadics László. A Magyar Rádió Szimfonikus zenekarát Lehel György vezényelte. Dr. Rácz György.
- Kemény Egon - Erdődy János: „Krisztina kisasszony” (1959) Rádióoperett 2 részben. Történik: 1809-ben. Színhely: Győr. Főszereplő: Krisztina kisasszony: Petress Zsuzsa. Szereplők: Kövecses Béla, Bitskey Tibor, Gyenes Magda, Bilicsi Tivadar, Rátonyi Róbert, Ungvári László, Gonda György, Somogyi Nusi, Dajbukát Ilona, Pethes Sándor és mások. Zenei rendező: Ruitner Sándor. Rendező: Cserés Miklós dr. A Magyar Rádió Szimfonikus Zenekarát Lehel György vezényelte, közreműködött a Földényi-kórus.